# Cuina d'inducció

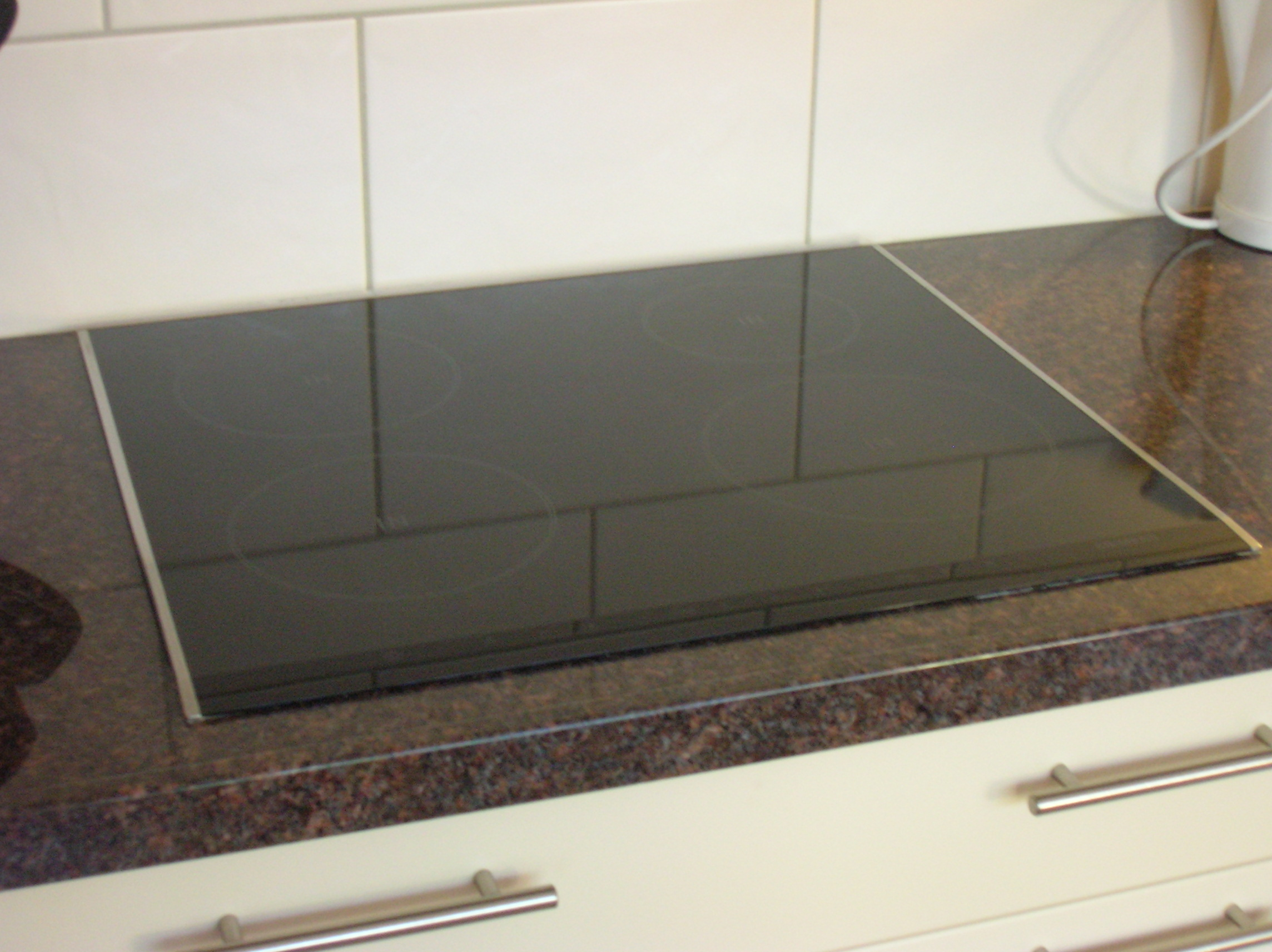
Aspecte exterior d'una cuina d'inducció.

Una cuina d'inducció és un tipus de cuina vitroceràmica que escalfa directament el recipient en lloc d'escalfar la vitroceràmica i després transferir la calor al recipient. Aquestes cuines utilitzen un camp magnètic alternant que magnetitza el material ferromagnètic del recipient en un sentit i en un altre. Aquest procés té pèrdues d'energia que, en forma de calor, escalfen el recipient. Els recipients han de contenir un material ferromagnètic almenys en la base, de manera que els d'alumini, terracota, acer inoxidable o coure no són utilitzables amb aquest tipus de cuines.
Actualment el cost de la tecnologia d'inducció dobla al d'una vitroceràmica tradicional, però les elevades prestacions així com la seva major eficiència energètica la converteixen en una inversió atractiva. El cost de la producció d'aquesta tecnologia se centra en l'electrònica de potència necessària per al seu funcionament.

## Funcionament

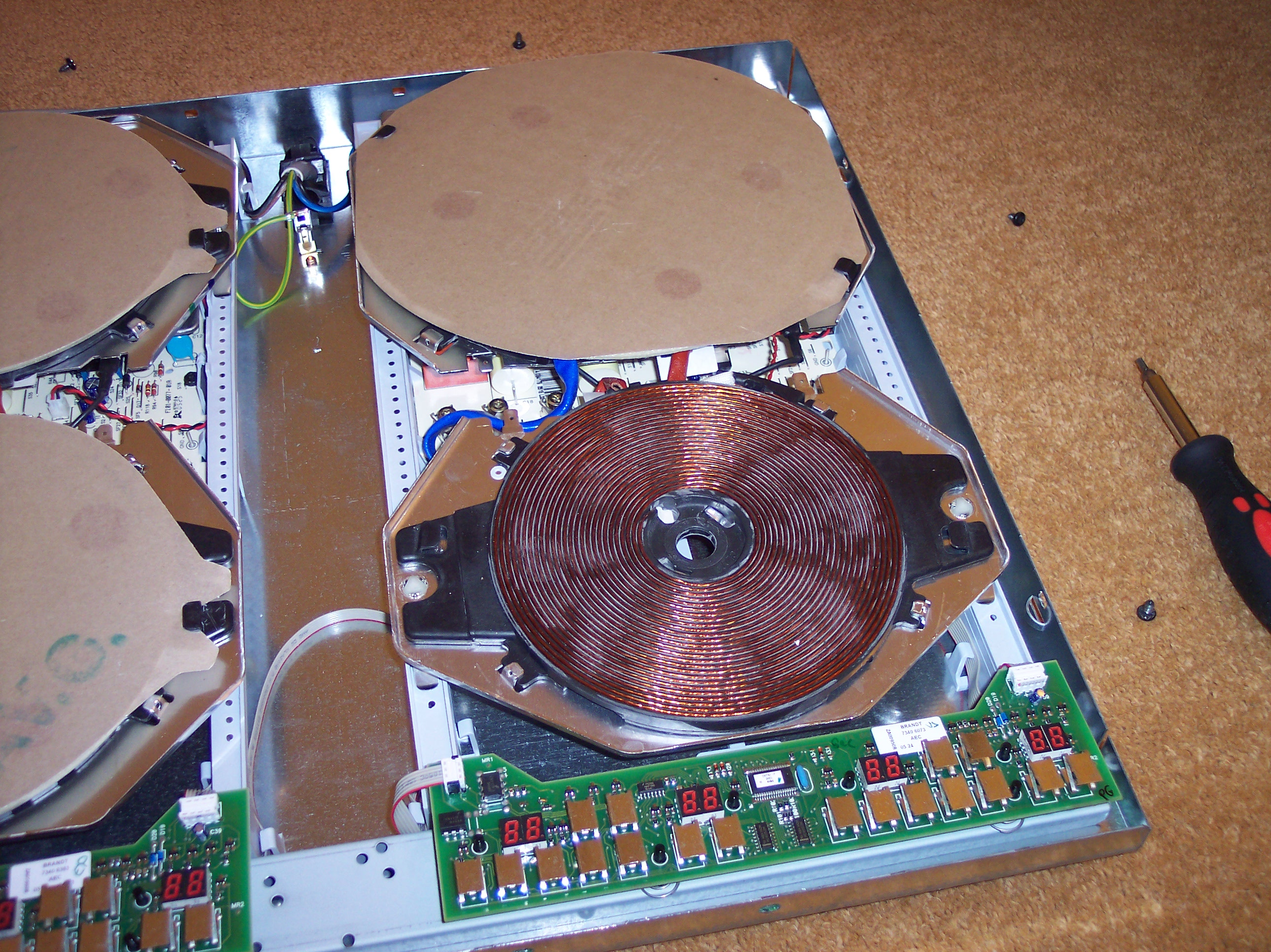
Aspecte interior d'una cuina d'inducció.

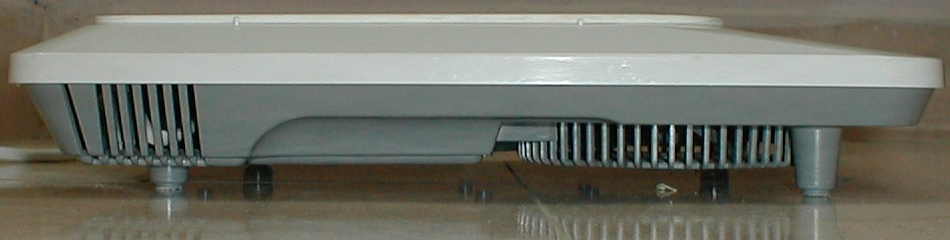
Aspecte lateral d'una cuina d'inducció.

La naturalesa d'aquest escalfament el fa molt més eficient que el tradicional, ja que s'escalfa directament el recipient a utilitzar, i no indirectament com es fa amb les vitroceràmiques basades en resistències. Això contribueix a un estalvi d'energia cada vegada més apreciat en la societat actual. La vitroceràmica d'inducció detecta gràcies a un sistema de sensors si hi ha o no recipient sobre la seva superfície. En cas de no haver-n'hi, no funciona. A més, incorpora les més modernes tècniques de processament del senyal per aconseguir un control eficient de la potència.
El model d'inducció escalfa dues vegades més ràpid que una placa vitroceràmica convencional. Són capaços de detectar la forma i mida del recipient i es pot triar la temperatura exacta de cocció (termòstat). A més, el temps de cocció és molt reduït perquè es tarda molt poc a aconseguir la temperatura desitjada. Aquesta vitroceràmica facilita la neteja per la seva superfície llisa i perquè en estar freda els possibles desbordaments no es cremen o s'incrusten en el vidre, per la qual cosa n'hi ha prou amb passar-hi un drap humit.
A l'hora de decantar-se per aquesta opció tampoc no cal menysprear la seguretat. Amb ella s'eviten possibles cremades, ja que no s'escalfa. La placa d'inducció assoleix com a temperatura màxima la de la calor residual produïda pel recipient. A més, no hi ha cap risc d'explosió fortuïta pel fet que no utilitza combustibles. Per la seva seguretat (només escalfen els utensilis ferromagnètics), són les úniques que es poden col·locar amb qualsevol electrodomèstic a sota: només cal deixar una distància prefixada. Tenen el problema que només poden utilitzar certs materials per al parament de cuina i no les poden emprar persones amb marcapassos.
És possible fabricar una cuina d'inducció que funcioni amb qualsevol metall conductor, però el sistema convencional és més simple i barat. Per escalfar metalls com l'alumini, es poden utilitzar diverses bobines que s'activen cíclicament, una rere l'altra, i generen un camp magnètic mòbil com en un motor de corrent altern. Aquest mateix efecte s'aprofita per fer servir l'alumini en velocímetres i motors de gàbia d'esquirol.
Encara que el cost sol rondar el doble del preu d'una vitroceràmica de resistència o halògena, la despesa elèctrica sol ser un 40% menor i resulta rendible si es fa servir la cuina amb freqüència. Sobretot amb usos curts com fregir un filet, on una vitroceràmica convencional perdria gran part de l'energia usada en la calor residual de la placa. Respecte a una cuina de gas, aprofita millor l'energia elèctrica (84%) que el gas (40%). No obstant això, en el procés total que inclou la generació elèctrica a partir de combustibles fòssils, només un 30% (o gairebé un 60% a cicle combinat) es converteix en electricitat i el resta en calor, que moltes vegades no s'aprofita i genera contaminació tèrmica.

## Història
L'aparició dels primers conceptes de la cuina d'inducció es remunta a principis del segle vint. Al voltant dels anys cinquanta, la divisió de neveres de General Motors va fer una demostració amb estufes en una gira pels Estats Units. La inducció es mostrava escalfant un cassó i situant al mateix temps un tros de paper de diari entre la placa d'inducció i el cassó. Mai no va arribar a la fase de producció.
A principis dels anys setanta es van realitzar noves implementacions als Estats Units en conjunció amb el Centre d'Investigació i desenvolupament de Westinghouse Electric Corporation a Churchill Borough, prop de Pittsburgh. Aquest desenvolupament es va fer públic el 1971 durant la mostra duta a terme per la National Association of Home Builders convention in Houston, a Texas, com a part de la mostra de Productes per al consumidor de la Westinghouse. Es van produir centenars d'unitats per impulsar l'entrada del producte en el mercat a les quals es va denominar "Cool Top 2" d'inducció. El desenvolupament es va dur a terme al laboratori de recerca dirigit per Bill Moreland i Terry Malarkey.
El preu de cada unitat era d'uns 1500 US$. La producció es va realitzar entre 1973 i 1975 acabant amb la venda de la Westinghouse Consumer Products Division a la White Consolidated Industries Inc. El model CT2 comptava amb quatre mòduls de 1600 watts cada un. La superfície estava constituïda per una capa de prioceràmica. Cada mòdul s'alimentava a 240V que eren convertits a un rang entre 20V i 200V mitjançant una font contínua variable amb un rectificador controlat per fase. La font d'alimentació ho convertia en una ona de 27 kHz d'una intensitat de 30 A mitjançant dos amplificadors en paral·lel de sis transistors de potència (Motorola) en configuració mig-pont formant un Oscil·lador LC ressonant, on el component inductor era de fil de coure enrotllat amb l'olla o paella com a càrrega. El disseny va ser dut a terme per Ray Mackenzie, que va superar els problemes de sobrecàrrega que van aparèixer anteriorment.
Més endavant altres patents van anar apareixent amb millores com la reducció de sobreescalfament, la detecció d'utensilis ferromagnètics o la radiació controlada dels camps electromagnètics There was also magnetic pa detection.
La inducció no va arribar a entrar del tot en el mercat nord-americà. On finalment sí que va entrar va ser a Europa gràcies a les col·laboracions que es van realitzar entre el departament d'R+D+I de la llavors Balay SA (Ara BSH) i la Càtedra d'Electrònica de l'Escola Tècnica Superior d'Enginyers Industrials de Saragossa amb projectes dirigits per Armando Roy, que van iniciar investigacions sobre la tecnologia innovadora d'inducció, dins del Pla Concertat de Recerca Científica i Tècnica (CAICYT).
Finalment, el 1996 va començar el projecte d'R+D Inducció III, realitzat per BSH en col·laboració amb la Universitat de Saragossa, que va donar lloc el 1999 al llançament del primer model compacte, en què l'electrònica ja estava integrada a la zona de cocció.

## Avantatges
La cuina d'inducció té nombrosos avantatges:
Segons el U.S. Department of Energy, l'eficiència de transmissió d'energia a la cuina d'inducció és del 84% enfront del 74% de les vitroceràmiques convencionals. El que significa un estalvi d'aproximadament 12% per la mateixa quantitat de calor generada.
L'alta eficiència en la transferència de calor fa que es cuini més aviat que a les cuines convencionals. També suposa un estalvi d'energia.
En escalfar l'olla directament evita que es cremi qualsevol cosa que hagi quedat interposada entre la cuina i l'olla. Aquesta característica fa que les cuines d'inducció siguin més segures, reduint el risc d'incendi considerablement. A més en no cremar-se la superfície resulten més fàcils de netejar perquè no queden restes cremades adherides.
Ja que la calor es genera per un corrent induït, la unitat detecta si l'olla hi és present, el que permet que la cuina s'apagui automàticament si detecta que l'olla ha estat retirada.
Es deterioren poc, per la qual cosa solen durar més temps amb aparença de noves.
En general, es pot dir que qualsevol recipient en la base del qual "s'enganxi" un imant és vàlida per a aquest tipus de cuines.
Malgrat tot, cal tenir en compte que aquestes plaques requereixen recipients amb fons ferromagnètic que permetin tancar el circuit d'inducció i que no les poden emprar persones amb marcapassos.

## Proveïdors
Les alemanyes AEG, Bosch, FISSLER, Miele i Siemens, les espanyoles Fagor i BSH, la italiana Smeg i la sueca Electrolux són les principals empreses proveïdores de cuines d'inducció.
A Àsia també s'estan comercialitzant cuines d'inducció d'alta potència, principalment per companyies taiwaneses i japoneses com Power HK Ltd, UNIVERSAL, icMagIC, Zanussi, iLighting, German Pool.